# Équation de Ruze
L'équation de Ruze est une équation qui permet de relier le gain de l'antenne à la moyenne quadratique (ou RMS) des erreurs aléatoires de la surface du réflecteur de l'antenne. Cette équation est applicable aux antennes à réflecteur. Cette équation porte le nom de l'ingénieur américain John Ruze qui introduit cette équation dans un article scientifique en 1952. Cette équation montre que le gain est inversement proportionnel à l'exponentielle du carré de la moyenne quadratique des erreurs de surface. L'équation s'exprime de la façon suivante :
{\displaystyle G\left(\epsilon \right)=G_{0}\,\,e^{-\left({\frac {4\pi \epsilon }{\lambda }}\right)^{2}}}
où {\displaystyle \displaystyle \epsilon } est la moyenne quadratique des erreurs de surface du réflecteur, {\displaystyle \displaystyle \lambda } est la longueur d'onde, et {\displaystyle \displaystyle G_{0}} est le gain de l'antenne en l'absence d'erreurs de surface.
Cette équation s'exprime souvent en décibels comme suit :
{\displaystyle G\left(\epsilon \right)=G_{0}\,-\,685,81\left({\frac {\epsilon }{\lambda }}\right)^{2}} (dB)

où 